# Asperula deficiens
Asperula deficiens är en måreväxtart som beskrevs av Domenico Viviani. Asperula deficiens ingår i släktet färgmåror, och familjen måreväxter. Inga underarter finns listade i Catalogue of Life.